# Conflicto del Colegio de Abogados de Barcelona con la Dictadura de Primo de Rivera

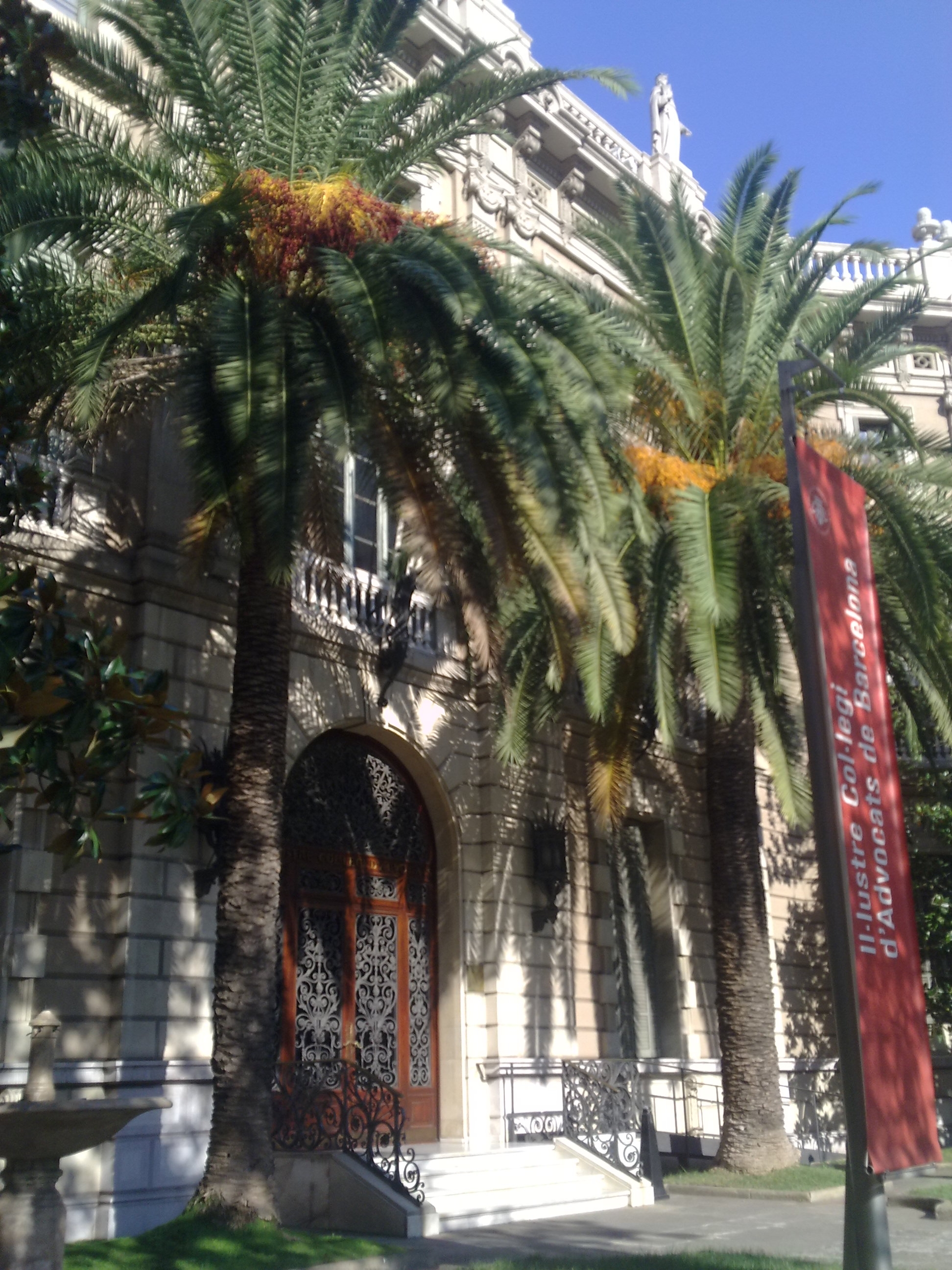
Palacio Casades, que fue comprado en 1922 por la Junta presidida por Amadeu Hurtado para que fuera sede del Colegio de Abogados de Barcelona.

El conflicto del Colegio de Abogados de Barcelona con la Dictadura de Primo de Rivera se produjo con motivo de la negativa del Colegio de Abogados de Barcelona a obedecer la orden de la Dictadura de Primo de Rivera de que la Guía Judicial anual en la que aparecían todos los abogados colegiados, se publicara en castellano, y no en catalán. Después de dos años en que ninguna de las dos partes cedió, la Dictadura recurrió a la fuerza y en marzo de 1926 destituyó a la Junta y desterró a sus miembros fuera de Cataluña, sustituyéndola por una Junta afín. Tras la caída de la Dictadura la Junta fue repuesta y el resto de sus colegas colegiados le rindieron un homenaje el 18 de marzo de 1930 porque «en tiempos de la Dictadura supieron mantener el prestigio y la dignidad del Colegio de Abogados».

## Historia
Uno de los sectores que primero y de forma más firme reaccionó contra la política anticatalanista de la Dictadura de Primo de Rivera fue el Colegio de Abogados de Barcelona. Éste desde 1922 estaba gobernado por una Junta de signo profesionalmente catalanista presidida por Amadeu Hurtado y que poco después de ser elegida había presentado a la asamblea general de colegiados la propuesta, y ésta la había aprobado por mayoría, de que el idioma oficial del Colegio fuera el catalán. El 18 de enero de 1924 el gobernador civil de Barcelona, el general Antonio Losada Diéguez, ordenó que la Guía Judicial que se editaba todos los años con la lista de los colegiados estuviera escrita en castellano, y no en catalán.

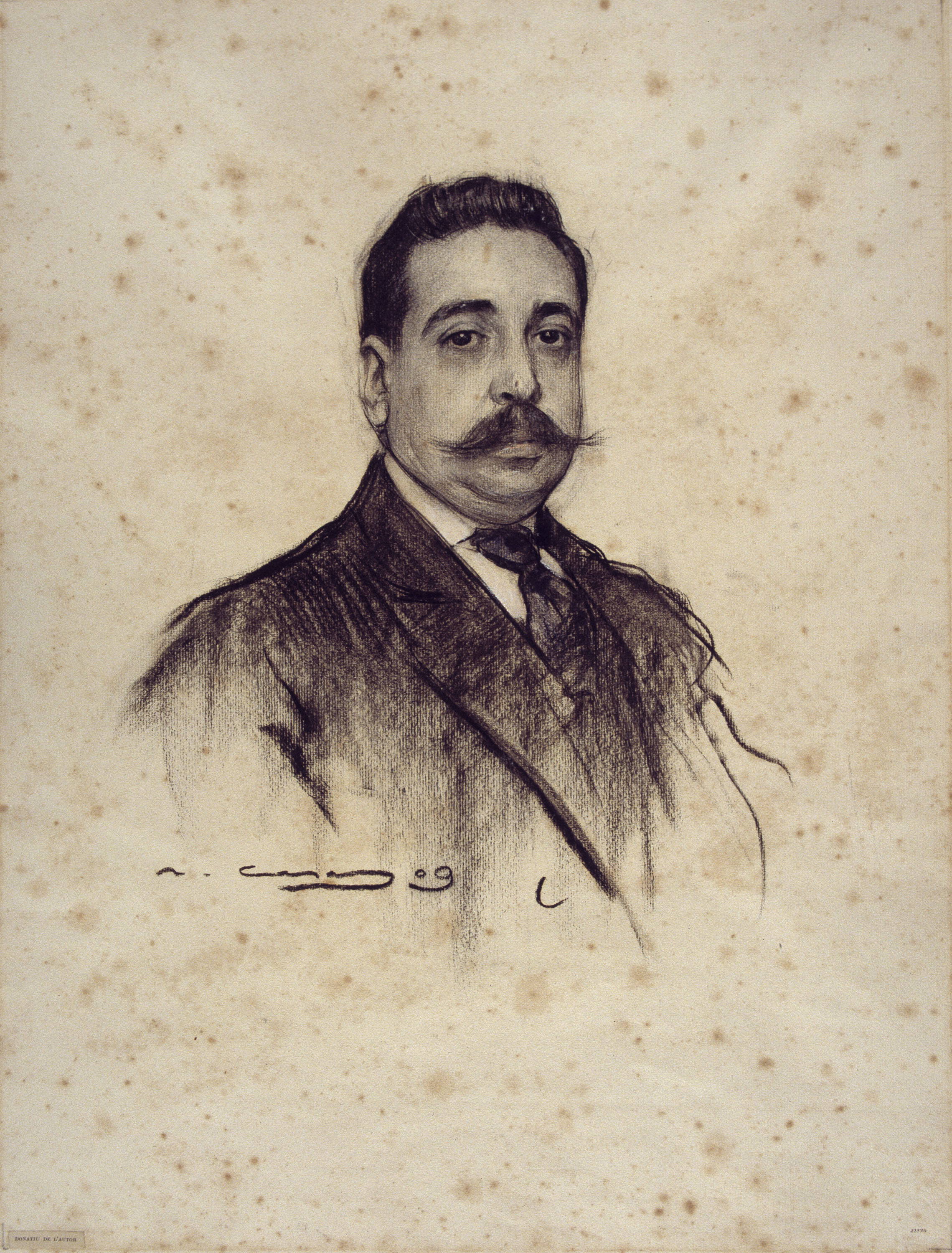
El decano Amadeu Hurtado visto por Ramón Casas (MNAC).

El decano Hurtado con el apoyo de la Junta optó por la vía "diplomática" para solucionar el conflicto. Pero al ser reiterada la orden el 15 de abril la Junta de gobierno convocó una asamblea general de los colegiados para que aprobaran la propuesta de que la Guía Judicial no se publicara ese año como protesta por la actitud intransigente del gobernador civil. En ella se decía (en catalán): que «el Colegio como Corporación no tiene otras leyes y normas a seguir en su vida interior, que las de su organización, y los acuerdos tomados libremente por las juntas  generales no contrarios a sus Estatutos»; que «la junta de gobierno se ha ajustado siempre a estos principios, velando por la dignidad y libertad de la corporación», de manera que «es voluntad del Colegio mantener los acuerdos y normas por los que se rige, sin admitir más autoridades para modificarlas que la legalmente constituida», y que  por tanto «deben ser cumplidos los acuerdos del Colegio hasta que un acto de fuerza lo impida, toda vez que el Colegio no puede oponer a ello más que su prestigio».
La asamblea, que se celebró el 10 de mayo de 1924, aprobó la propuesta de la Junta por 192 votos a favor, 32 en contra y 6 abstenciones, y además la animó «a seguir defendiendo la dignidad y la libertad del Colegio hasta que se crea imposibilitada por un acto de fuerza». Al sentir desautorizada por la votación su vía "diplomática" para la resolución del conflicto el decano Hurtado dimitió. Se eligió entonces una nueva junta presidida por Raimundo de Abadal Calderó e integrada por miembros destacados de la Lliga Regionalista y de Acció Catalana, y algunos republicanos nacionalistas catalanes. El antiguo decano, por su parte, intentó ayudar a la nueva junta viajando a Madrid y entrevistándose con Primo de Rivera, pero su gestión no dio ningún resultado. En junio el gobierno civil volvió a ordenar la publicación de la Guía Judicial en castellano dando un plazo de quince días y amenazando con multas de 500 pesetas a todos los colegiados que aprobaron en la asamblea del 10 de mayo la propuesta de no editarla. La respuesta de la Junta fue reiterar que el gobernador civil no era competente para ordenar eso por lo que «no procede la publicación de la Guía Judicial», e interponer a continuación recursos contra las multas, mientras que enviaba a los Colegios de Abogados de España un comunicado en el que justificaba su postura, aduciendo que lo que estaba en juego era «la independencia de todos los Colegios de Abogados».

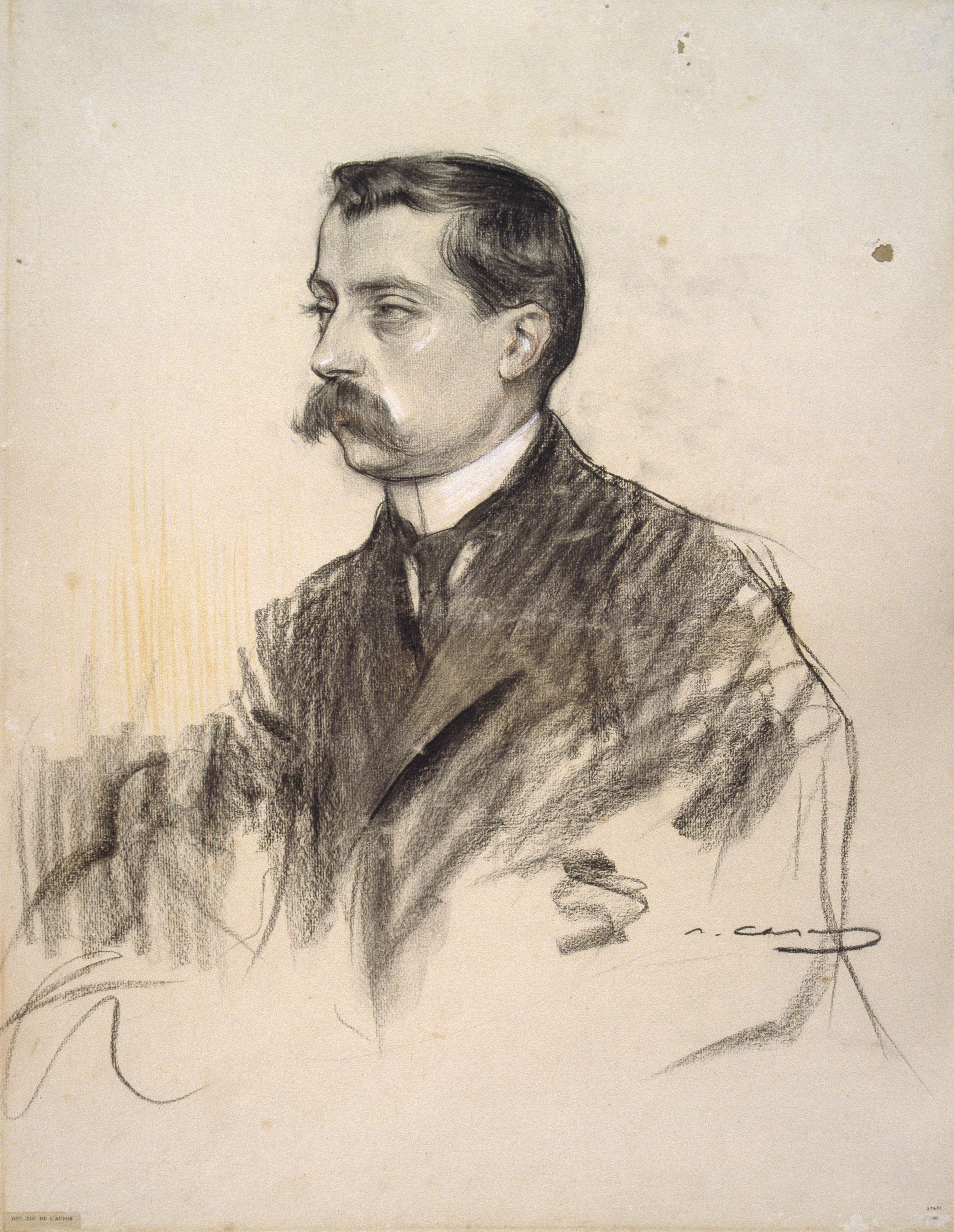
Albert Bastardas visto por Ramón Casas (MNAC).

La tensión entre el gobierno civil y el Colegio aumentó a causa del encarcelamiento durante tres días del abogado republicano Albert Bastardas, diputado segundo de la Junta, por un incidente ocurrido durante la procesión del Corpus Christi en que los aplausos de la claque que acompañaba a la bandera española fueron silenciados bajo el balcón donde se encontraba Bastardas con su familia. El abogado había sido detenido de madrugada y conducido a una cárcel común. Además la censura había impedido que la noticia apareciera en los periódicos. Después de tres días fue puesto en libertad sin cargos... y el Colegio siguió sin publicar la Guía Judicial.
Al año siguiente, 1925, se renovó en parte la Junta de gobierno, bajo la presidencia del mismo decano, Raimundo de Abadal. Ese año se volvió a producir un nuevo incidente al ser encarcelado el diputado tercero de la Junta José María Trias de Bes Giró, lo que provocó que la Junta en pleno fuera a protestar ante el presidente de la Audiencia Provincial de Barcelona en términos durísimos.
Como el Colegio seguía sin dar su brazo a torcer, a principios de 1926 la Dictadura decidió recurrir a la fuerza. El 5 de marzo el Directorio civil de Primo de Rivera aprobó una Real Orden por la que cesaba a la Junta de Gobierno del «Ilustre Colegio de Abogados de Barcelona». Poco después una nueva orden nombraba a los nuevos miembros de la Junta, encabezada por un nuevo decano, Joaquín Dualde Gómez. Pero la Junta de Abadal hizo público un manifiesto en el que comunicaba que no acataba la orden porque violaba los estatutos del Colegio —una junta elegida por la asamblea de colegiados sólo podía ser cesada por ese mismo organismo, y no por una institución ajena—. La primera respuesta de la Dictadura fue poner en marcha una campaña de prensa de insultos y descalificaciones contra la Junta elegida democráticamente,y a continuación, cuando el abogado Albert Bernís renunció a formar parte de la Junta nombrada por el Directorio fue detenido y perdió su licencia de abogado. Cuando abandonó la prisión fue obligado a presentarse ante las autoridades cada 15 días y fue procesado por desobediencia. Según el historiador Alfred Pérez-Bastardas, "la resistencia de Albert Bernís alentó a los propios compañeros de la junta destituida".
Después el Directorio publicó un decreto sobre «Uso y respeto de la lengua española, bandera e himnos nacionales», algunos de cuyos artículos estaban pensados para aplicarlos al Colegio de Abogados de Barcelona, pues en ellos se establecía como delito «cualquier negativa, desobediencia o resistencia activa o pasiva a quien o quienes pertenezcan a los organismos de asociaciones oficiales o particulares a cumplir órdenes o instrucciones del gobierno…», así como la circulación de documentos «que tiendan a la defensa de los actos u omisiones que hubiesen dado lugar a la destitución». En aplicación del decreto el nuevo gobernador civil, el general Milans del Bosch, de acuerdo con el presidente de la Audiencia Provincial de Barcelona, ordenó a la Junta destituida que se presentara a declarar en el Palacio de Justicia de Barcelona. Allí se les exigió una retractación pública de su actuación y como se negaron fueron detenidos y encarcelados inmediatamente. "Era el 18 de marzo [de 1926]. La noticia se extendió por Barcelona muy rápidamente; la conmoción en los medios intelectuales y jurídicos fue inmensa", afirma el historiador Alfred Pérez-Bastardas. El gobernador civil, contando con la aprobación de Primo de Rivera, decidió entonces cambiar la prisión por el destierro y al día siguiente, 19 de marzo, todos los miembros de la Junta fueron conducidos a pueblos de Aragón y de Valencia.

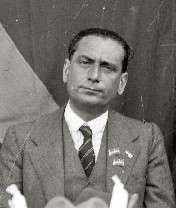
Manuel Carrasco Formiguera en 1933

El decano Raimundo de Abadal Calderó fue deportado a Alcalá de Chivert, provincia de Castellón, a 210 km de Barcelona; cinco diputados a localidades de la provincia de Huesca: Isidre Durand i Balada a Benabarre, a 165 km de Barcelona; Manuel Carrasco Formiguera a Tamarite de Litera, a 185 km; Francesc Ripoll i Fortuño a Monzón, a 180 km; Albert Bastardas a Sariñena, a 210; Josep Barbey i Prats a Barbastro, a 195 km; Casimir Casgran a Alcañiz, a 195 km; Victor Blajot a Vinaroz, a 180 km; Ferran Valls i Taverner a Morella, a 180 km; y Josep Maria Ribalta a Caspe, a 190 km.
Durante el destierro recibieron centenares de cartas y visitas de solidaridad y resistieron las presiones para que devolvieran las medallas y el bastón que les conferían la dignidad de diputados de la Junta de gobierno del Colegio de Abogados, pues siguieron manteniendo que ellos formaban la Junta legítima del Colegio. Transcurridos dos meses, el 18 de mayo, el Directorio les permitió volver a Barcelona. Al parecer las gestiones para su liberación fueron llevadas a cabo por un prelado católico, cuya identidad se desconoce.
En febrero de 1930, al mes siguiente de la caída de la Dictadura de Primo de Rivera, la Junta elegida democráticamente fue repuesta y el 18 de marzo, cuando se cumplían cuatro años del inicio del destierro, sus miembros, junto con Albert Bernís, recibieron el homenaje de todos los colegiados «a los abogados que en tiempos de la Dictadura supieron mantener el prestigio y la dignidad del Colegio de Abogados». En las elecciones que se celebraron a continuación la Junta volvió a ser refrendada por sus compañeros.